# Финкельштейн, Моисей Ионович
Моисей Ионович Финкельштейн (26 мая 1922, Одесса — 1992, Рига) — специалист в области радиолокации. доктор технических наук (1967), профессор (1967).
В 1939 поступил в МГУ, в 1941 направлен в Военно-воздушную инженерную академию им. Н. Е. Жуковского, окончив которую (1945) преподавал в военных училищах в Феодосии, Новоград-Волынске, Риге. 
С 1960 — в Рижском институте инженеров гражданской авиации, заведующий кафедрой радиолокации. Предложил метод синтезирования сверхширокополосных видеоимпульсных сигналов для подповерхностного зондирования. В 1976 создал проблемную научно-исследовательскую лабораторию авиационной подповерхностной радиолокации, глава научной школы в этой области. Участвовал в экспедиции (1977) на Северный полюс на атомном ледоколе «Арктика», где проводил испытания созданной под его руководством аппаратуры для измерения толщины льда. 
Разрабатывал методы космической подповерхностной радиолокации (проекты «Фобос», «Марс»). Автор около 150 научных публикаций, 27 изобретений. 
Почетный полярник (1977), заслуженный деятель науки и техники ЛатвССР (1982). Государственная премия СССР (1984).

## Публикации
- Методы построения гребенчатых фильтров [Текст]. - Рига : [б. и.], 1964. - 112 с. : черт.; 23 см. - (Труды Рижского института инженеров гражданского воздушного флота имени Ленинского комсомола; Вып. 38).
- Автоматизация обработки радиолокационной информации [Текст] : конспект лекций. - Рига : РКИИГА им. Ленинского Комсомола, 1979. - 78 с. : ил.; 20 см.
- Основы радиолокации : [Учеб. для вузов гражд. авиации] / М. И. Финкельштейн. - 2-е изд., перераб. и доп. - М. : Радио и связь, 1983. - 536 с. : ил.; 20 см.; ISBN В пер. (В пер.)
- Курс радиоэлектроники [Текст] / М. И. Финкельштейн. - Рига : Рижское Краснознам. высш. инж.-авиац. воен. училище им. Ленинского комсомола, 1960. - 283 л., 74 л. ил.; 28 см.
- Радиолокация слоистых земных покровов [Текст] / М.И. Финкельштейн, В.Л. Мендельсон, В.А. Кутев ; Под ред. М.И. Финкельштейна. - Москва : Сов. радио, 1977. - 174 с. : ил.; 19 см.
- Применение радиолокационного подповерхностного зондирования в инженерной геологии / М. И. Финкельштейн, В. А. Кутев, В. П. Золотарев; Под ред. М. И. Финкельштейна. - М. : Недра, 1986. - 126,[2] с. : ил.; 22 см.